# سالواتوره تسیو
سالواتوره تسیو ، یک شخصیت خیالی در رمان "پدرخوانده" ماریو پوزو در سال ۱۹۶۹ است، و همچنین دو فیلم بر اساس آن: پدرخوانده (۱۹۷۲) و پدرخوانده قسمت دوم (۱۹۷۴). نام مشخص او برای این فیلم‌ها ایجاد شده‌است. در رمان از او فقط "تسیو" نام برده شده‌است. در فیلم پدرخوانده، نقش تسویو توسط ایب ویگودا به‌تصویر کشیده شد. در پدرخوانده قسمت دوم، جان آپرآ تسیو جوان را به تصویر کشید، در حالی که ویگودا نقش او را در یک گذشته‌نمایی، که در اواخر سال ۱۹۴۱ اتفاق افتاد، در پایان فیلم بازی کرد.

## در رمان و فیلم
تسیو با پیتر کلمنزا و ویتو کورلئونه دوست می‌شود و فعالیت‌های جنایی خود را در سطح پایین در شهر نیویورک در ایتالیای کوچک در منهتن آغاز می‌کند. تسیو، که به خوبی در سراسر منطقه متصل است، باشگاه سفارت در بروکلین را در اختیار دارد، پایگاه عملیاتی او برای سربازان مافیا. بیشتر محققان فدرال تسیو را باهوش‌تر و بی‌رحم‌تر از خانواده کورلئونه می‌دانند. با این حال، طبق این کتاب، او در طول دهه صلح بین خانواده‌های مافیایی نیویورک به‌طور قابل توجهی تبادل نظر کرد. یکی از نقاط قوت خانواده کورلئونه این است که، با توجه به نفوذ تسیو بر بروکلین، برخی از دشمنان نمی‌دانند که تسیو در امپراتوری کورلئونه کار می‌کند.
هنگامی که ویتو توسط گانگسترهای ویرجیل سولوزو مورد اصابت گلوله قرار گرفت و زخمی شد، و باعث ایجاد جنگ بین این پنج خانواده شد، تسیو به عنوان دست راست پسر بزرگ ویتو، سانی، که خانواده را اداره می‌کند در حالی که ویتو ناتوان است، خدمت می‌کند. در رمان، تسیو به عنوان باهوش‌ترین فرد بسیار بیشتر از جوان‌ترین پسر ویتو و جانشین احتمالی مایکل به‌تصویر کشیده شده‌است، حتی نسبت به کلمنزا و تام هاگن. با این حال، او هرگز به‌طور کامل به مایکل اعتماد نمی‌کند، و مایکل ناامید می‌شود وقتی مایکل مانع تلافی جویی در برابر رقیب دون امیلیو بارزینی می‌شود، خانواده بارزینی در دادگاه خود در بروکلین جمع می‌شوند. در پایان، تسیو با کمک به بارزینی و فیلیپ تاتاگلیا، به مایکل خیانت می‌کند. اجلاس سران در برج سلطنت تسیو در بروکلین برگزار می‌شود، جایی که احتمالاً مایکل در آنجا امن خواهد بود. در عوض، تسیو قرار بود با مرگ مایکل، خانواده کورلئونه را رهبری ببرد.
در رمان، تسیو کمی پس از مرگ ویتو به کارگزاری اجلاس کمک می‌کند. در این فیلم، تسیو در مراسم خاکسپاری ویتو در مورد برپایی اجلاس صلح به مایکل نزدیک می‌شود. مایکل قبلاً با هشدار پدرش این نقشه را پیش‌بینی کرده بود: هرکسی که در مورد نشست صلح به مایکل نزدیک شود، خائن خانواده بود. خیانت تسیو هاگن را غافلگیر می‌کند، که فکر می‌کرد کلمنزا کسی است که به مایکل خیانت می‌کند. مایکل به او گفت، «این حرکت هوشمندانه است؛ تسیو همیشه باهوش‌تر بوده.»
چند روز بعد، تسیو آماده است تا مایکل و هاگن را برای ملاقات به بروکلین همراهی کند، وقتی ویلی سیچی به تسیو خبر می‌دهد که مایکل جداگانه می‌رود. تسیو ناامید می‌شود. هاگن می‌گوید که او هم نمی‌تواند برود و چندین ضارب تسیو را محاصره می‌کنند. تسیو سریع با درک وضعیت خود، با خونسردی به هاگن می‌گوید که به مایکل بگوید خیانت او شخصی نبوده، بلکه صرفاً تجاری بوده‌است. تسیو از هاگن می‌خواهد که او را از قلاب بیرون بیاورد، اما هاگن نپذیرفت. تسیو با پذیرفتن سرنوشت خود، در حالی که او را برای کشته شدن بردند، آرام می‌رود.

## در بازی پدرخوانده
در پدرخوانده (بازی ویدئویی)، تسیو اصلی‌ترین پیمانکار نیمه نخست داستان بازی است. بعد از اینکه او با تام هاگن و سیچی روبرو شد، تسیو توسط قهرمان بازی، آلدو تراپانی، به محلی که قصد داشت به مایکل خیانت کند، همراهی می‌شود. او فرار می‌کند، اما توسط تراپانی شکار می‌شود و مورد اصابت گلوله قرار می‌گیرد. در بازی، برخلاف فیلم، مرگ تسیو قبل از اعدام‌های تعمید اتفاق می‌افتد.